# یورگان آگبل ماگنون
یورگان آگبل ماگنون (انگلیسی: Yorgan Agblemagnon؛ زادهٔ ۹ ژوئیهٔ ۱۹۹۹) بازیکن فوتبال اهل فرانسه است.
از باشگاه‌هایی که در آن بازی کرده‌است می‌توان به باشگاه فوتبال لو آور اشاره کرد.
وی همچنین در تیم‌های ملی فوتبال Togo national under-20 football team و توگو بازی کرده‌است.